# Deutschsprachige Auslandsmedien
Der Begriff deutschsprachige Auslandsmedien bezeichnet Zeitungen, Zeitschriften, Mitteilungsblätter, Blogs sowie, Radio- und Fernsehprogramme, die außerhalb Deutschlands, Österreichs, Liechtensteins, Südtirols, Luxemburgs, Belgiens und der Schweiz auf Deutsch produziert werden.

## Zeitungen und Zeitschriften

### Europa
| Zeitung                                                              | Erscheinungshäufigkeit      | Auflage                                                 | Land         | Website                                       |
| -------------------------------------------------------------------- | --------------------------- | ------------------------------------------------------- | ------------ | --------------------------------------------- |
| Allgemeine Deutsche Zeitung für Rumänien                             | Di–Sa                       |                                                         | Rumänien     | www.adz.ro                                    |
| BarcelonAlemany – Das BCN Magazin                                    | täglich                     |                                                         | Spanien      | www.barcelonalemany.com                       |
| Budapester Zeitung                                                   | wöchentlich                 | 7000                                                    | Ungarn       | www.budapester.hu                             |
| Daily Sabah                                                          | täglich                     |                                                         | Türkei       | www.dailysabah.com/deutsch                    |
| Dänische Allgemeine Zeitung                                          | täglich                     | nur online                                              | Dänemark     | www.daz.dk                                    |
| Der Nordschleswiger                                                  | täglich                     | 2200                                                    | Dänemark     | www.nordschleswiger.dk                        |
| Fuerteventura-Zeitung                                                | 14-täglich                  | seit März 2020 nur noch online                          | Spanien      | www.fuerteventurazeitung.de                   |
| Griechenland Zeitung                                                 | wöchentlich                 | 10.000                                                  | Griechenland | www.griechenland.net                          |
| Hermannstädter Zeitung                                               | wöchentlich                 | ca. 2000                                                | Rumänien     | www.hermannstaedter.ro                        |
| Kanarenexpress                                                       | 14-täglich                  | im Oktober 2017 eingestellt                             | Spanien      | www.kanarenexpress.com                        |
| Karpatenrundschau                                                    | Di–Sa (als Beilage der ADZ) |                                                         | Rumänien     | www.adz.ro/karpatenrundschau/                 |
| Kirchliche Blätter                                                   | monatlich                   |                                                         | Rumänien     | www.evang.ro/kirchliche-blaetter-online/      |
| Königsberger Express                                                 | monatlich                   | ca. 4500                                                | Russland     | www.koenigsberger-express.com                 |
| Landesecho – Zeitschrift der Deutschen in der Tschechischen Republik | monatlich                   |                                                         | Tschechien   | www.landesecho.cz                             |
| Mallorca Magazin                                                     | wöchentlich                 |                                                         | Spanien      | www.mallorcamagazin.com                       |
| Mallorca Zeitung                                                     | wöchentlich                 |                                                         | Spanien      | www.mallorcazeitung.es                        |
| Moskauer Deutsche Zeitung                                            | 14-täglich                  | 25.000                                                  | Russland     | www.mdz-moskau.eu                             |
| Neue Banater Zeitung                                                 | Di–Sa (als Beilage der ADZ) |                                                         | Rumänien     | www.adz.ro/banater-zeitung/                   |
| Pester Lloyd Tageszeitung für Ungarn und Osteuropa                   | wöchentlich                 | Gedruckte Ausgabe 2009 eingestellt, Onlineauftritt 2020 | Ungarn       |                                               |
| Prager Zeitung                                                       | wöchentlich                 | 19.000                                                  | Tschechien   | www.pragerzeitung.cz                          |
| Riviera-Côte d’Azur-Zeitung                                          | monatlich                   | 2020 eingestellt                                        | Frankreich   | www.de.e-rivierapress.fr/                     |
| Rundschau                                                            | wöchentlich                 |                                                         | Russland     |                                               |
| Strandgazette                                                        | monatlich                   | 5000                                                    | Spanien      | www.strandgazette.com                         |
| St. Petersburgische Zeitung                                          | monatlich                   |                                                         | Russland     |                                               |
| Sibirische Zeitung                                                   | monatlich                   |                                                         | Russland     | www.nornd.ru/gazeta-sibirishe-zeitung-plus-2/ |
| Teneriffa Aktuell                                                    | täglich                     |                                                         | Spanien      | www.teneriffa-aktuell.com                     |
| Teneriffa News                                                       | täglich                     | nur online                                              | Spanien      | www.teneriffa-news.com                        |
| TurkishPress                                                         | täglich                     |                                                         | Türkei       | www.turkishpress.de                           |
| Wochenblatt                                                          | 14-täglich                  | 15.000                                                  | Spanien      | www.wochenblatt.es                            |
| Wochenblatt.pl                                                       | wöchentlich                 |                                                         | Polen        | www.wochenblatt.pl                            |

### Übersee
Afrika
| Zeitung            | Erscheinungshäufigkeit | Auflage | Land    | Website       |
| ------------------ | ---------------------- | ------- | ------- | ------------- |
| Allgemeine Zeitung | Montag–Freitag         | 5300    | Namibia | www.az.com.na |

Asien
| Zeitung                                                     | Erscheinungshäufigkeit | Auflage                                | Land       | Website                  |
| ----------------------------------------------------------- | ---------------------- | -------------------------------------- | ---------- | ------------------------ |
| Deutsche Allgemeine Zeitung                                 | wöchentlich            | 3000                                   | Kasachstan | www.daz.asia             |
| KL-Post                                                     | monatlich              | < 1000                                 | Malaysia   | www.gsskl.com.my/kl-post |
| Der Farang                                                  | 14-täglich             |                                        | Thailand   | www.der-farang.com       |
| Thailand TIP Online (bis 2010 zur TIP Zeitung für Thailand) | täglich aktualisiert   |                                        | Thailand   | https://thailandtip.info |
| TIP Zeitung für Thailand (2020 eingestellt)                 | zweimal monatlich      | Bis 5000 (2009), dann starker Rückgang | Thailand   | www.tipzeitung.de        |
| Impulse                                                     | monatlich              | 3400                                   | Singapur   | www.impulse.org.sg       |
| Kaukasische Post                                            | monatlich              |                                        | Georgien   | www.kaukasische-post.com |

Australien und Ozeanien
| Zeitung              | Erscheinungshäufigkeit | Auflage | Land       | Website             |
| -------------------- | ---------------------- | ------- | ---------- | ------------------- |
| Die Woche Australien | wöchentlich            | 10.000  | Australien | www.diewoche.com.au |

Nordamerika
| Zeitung                     | Erscheinungshäufigkeit | Auflage                         | Land               | Website                          |
| --------------------------- | ---------------------- | ------------------------------- | ------------------ | -------------------------------- |
| Amerika Woche               | wöchentlich            | 50.000                          | Vereinigte Staaten | www.amerikawoche.com             |
| Deutsche Rundschau (Kanada) | monatlich              | im Juli/August 2014 eingestellt | Kanada             |                                  |
| New Yorker Staats-Zeitung   | wöchentlich            |                                 | Vereinigte Staaten | www.germancorner.com/NYStaatsZ/  |
| Hiwwe wie Driwwe            | zweimal jährlich       | 2500                            | Vereinigte Staaten | www.hiwwewiedriwwe.wordpress.com |

Südamerika
| Zeitung                  | Erscheinungshäufigkeit | Auflage | Land                    | Website                                  |
| ------------------------ | ---------------------- | ------- | ----------------------- | ---------------------------------------- |
| Argentinisches Tageblatt | wöchentlich            | 10.000  | Argentinien             | https://www.argentinischestageblatt.com/ |
| Cóndor                   | wöchentlich            | 7000    | Chile                   | www.condor.cl                            |
| Mennoblatt               | monatlich              | ?       | Paraguay                | Mennoblatt auf gameo.org                 |
| Paraguay-Bote            | monatlich              |         | Paraguay                | www.paraguaybote.net                     |
| La Playa                 | jeden zweiten Mittwoch |         | Dominikanische Republik |                                          |

## Hörfunk
(ohne reine Internet-Sender, Sender mit seltenen deutschsprachigen Sendungen und deutsche Auslandssender wie Radio Praha oder Radio Vatikan)

### Europa
| Radiosender                    | Sendegebiet            | Hörer | Land     | Website               |
| ------------------------------ | ---------------------- | ----- | -------- | --------------------- |
| Mallorca 95.8 – Das Inselradio | Mallorca               |       | Spanien  | www.inselradio.com    |
| Mallorca on Air                | Mallorca               |       | Spanien  | www.mallorcaonair.com |
| Mix-Radio                      | Gran Canaria           |       | Spanien  | mixradio.eu           |
| Qfm*                           | Kanarische Inseln      |       | Spanien  | www.qmusica.com       |
| Radio Europa                   | Teneriffa              |       | Spanien  | www.radioeuropa.fm    |
| Radio Megawelle                | Teneriffa              |       | Spanien  |                       |
| Radio Neumarkt*                | Târgu Mureș & Umgebung |       | Rumänien | www.radioneumarkt.ro  |
| Radio Sol                      | östliche Costa del Sol |       | Spanien  | www.radiodelsol.es    |
| Sun Radio Ibiza                | Ibiza                  |       | Spanien  | Website               |

* Sender sendet teilweise auch in anderen Sprachen.

### Übersee
Afrika
| Radiosender          | Sendegebiet                                                                        | Hörer | Land    | Website             |
| -------------------- | ---------------------------------------------------------------------------------- | ----- | ------- | ------------------- |
| Hitradio Namibia     | Windhoek & Umgebung Swakopmund & Umgebung Tsumeb Otjiwarongo Lüderitz Grootfontein |       | Namibia | www.hitradio.com.na |
| NBC Funkhaus Namibia | nahezu landesweit                                                                  |       | Namibia | www.nbc.na          |

Asien
| Radiosender                 | Sendegebiet | Hörer | Land     | Website |
| --------------------------- | ----------- | ----- | -------- | ------- |
| Deutsches Radio Ulaanbaatar | Ulaanbaatar |       | Mongolei |         |

Australien
| Radiosender          | Sendegebiet | Hörer | Land       | Website    |
| -------------------- | ----------- | ----- | ---------- | ---------- |
| SBS Radio* (2EA/3EA) | landesweit  |       | Australien | sbs.com.au |

* Sender sendet teilweise auch in anderen Sprachen.
Nordamerika
| Radiosender  | Sendegebiet    | Hörer | Land               | Website               |
| ------------ | -------------- | ----- | ------------------ | --------------------- |
| Radio Goethe | Kalifornien    |       | Vereinigte Staaten | www.radiogoethe.org   |
| Radio Herz   | landesweit (?) |       | Kanada             | www.radioherzclub.com |

Süd- und Mittelamerika
| Radiosender     | Sendegebiet          | Hörer | Land     | Website              |
| --------------- | -------------------- | ----- | -------- | -------------------- |
| Radio Friesland | Kolonie Friesland    |       | Paraguay | www.friesland.com.py |
| Radio HCJB      | weltweit (Kurzwelle) |       | Ecuador  | www.hcjb.de          |
| Radio Neuland   | Kolonie Neuland      |       | Paraguay | www.neuland.com.py   |
| Radio ZP-30*    | Nord-Paraguay        |       | Paraguay |                      |

* Sender sendet teilweise auch in anderen Sprachen.